# Чапмения шелковистая
Чапме́ния шелкови́стая (лат. Chapmannia sericea) — вид цветковых растений рода Чапмения (Chapmannia) семейства Бобовые (Fabaceae). Эндемик Йемена. Произрастает в каменистых районах.
Некоторые источники не выделяют данный вид.